# Vsevolod Bobrov
Vsevolod Michajlovič Bobrov (in russo Всеволод Михайлович Бобров?; Moršansk, 1º dicembre 1922 – Mosca, 1º luglio 1979) è stato un allenatore di calcio, calciatore e hockeista su ghiaccio sovietico, di ruolo attaccante.
Vinse l'oro con l'Unione Sovietica alle Olimpiadi invernali di Cortina d'Ampezzo 1956.
Nel 2008 la KHL gli ha intitolato una delle divisioni del torneo: la Divizion Bobrova.

## Palmarès

### Calcio

#### Giocatore

##### Club
- Vysšaja Liga: 3

CDKA Mosca: 1946, 1947, 1948
- Kubok SSSR: 2

CDKA Mosca: 1945, 1948

##### Individuale
- Capocannoniere della Vysšaja Liga: 2

1945 (24 gol), 1947 (14 gol)

#### Allenatore
- Kubok SSSR: 1

CDKA Mosca: 1966-1967

### Hockey su ghiaccio

#### Club
- Campionato sovietico: 6

 CSKA Mosca: 1948, 1949, 1955, 1956
 VVS Mosca: 1951, 1952

#### Nazionale
- Giochi olimpici: 1

1956